# Trehörningen (Örträsks socken, Lappland)
Trehörningen är en sjö i Lycksele kommun i Lappland och ingår i Öreälvens huvudavrinningsområde.